# Leen van Tetterode
Leendert Maurits (Leen) van Tetterode (Den Helder, 15 januari 1861 – Amsterdam, 11 juli 1923) was een Nederlandse beeldhouwer.

## Leven en werk
Van Tetterode was een zoon van Floris van Tetterode, modelmaker, en Johanna Margaretha Veen. Hij trouwde in 1897 met Charlotta Maria Achterberg (1871-1919), uit dit huwelijk werden drie zoons geboren.
Van Tetterode werd opgeleid aan de Quellinusschool, waar hij les kreeg van Eduard Colinet, Emil Van den Bossche, Louis Bourgonjon en Bart van Hove. In 1888 werkte hij als uitvoerder aan het Rijksmuseum Amsterdam. De beeldhouwer had vanaf 1895 een eigen steenhouwerij in Watergraafsmeer (in 1921 opgegaan in Amsterdam). In 1907 liet hij door architect Piet Klaarhamer een pand met kantoor, werkplaats en bovenwoning bouwen aan de Middenweg 107. De firma Tetterode voerde werk uit voor beeldhouwers als Lambertus Franciscus Edema van der Tuuk, Abraham Hesselink, Lambertus Zijl. Het bedrijf wordt voortgezet door zijn nazaten en was onder meer verantwoordelijk voor de beelden van het Nationaal Monument. Naast beeldhouwer was Van Tetterode gemeenteraadslid en als zodanig lid van de plaatselijke bouwcommissie.
Hij overleed op 54-jarige leeftijd en werd begraven op de Nieuwe Oosterbegraafplaats.

## Werken (selectie)
- Grafmonument Jacob Varekamp (1902) op de Oosterbegraafplaats, Amsterdam
- Monument Gustaaf Adolf Heinze (1904), Muiderberg
- Monument Anthony Dijkgraaf (1920) op de Nieuwe Oosterbegraafplaats, Watergraafsmeer
- Gedenknaald (1922) in het G.J. van Heekpark, Enschede